# Kollasmosoma sentum
Kollasmosoma sentum là một loài ong wasp mới được tìm ra trong năm 2012 ở Âu châu. Nó là loài ong ký sinh đẻ trứng vào thân những con kiến. Khi con cái muốn sinh trứng nó tìm một con kiến và phóng xuống thật nhanh và đặt trứng vào con kiến này. Sự việc diễn ra chỉ trong 0,052 giây đồng hồ. Khi ấu trùng nở ra nó sẽ ăn thịt con kiến đó 

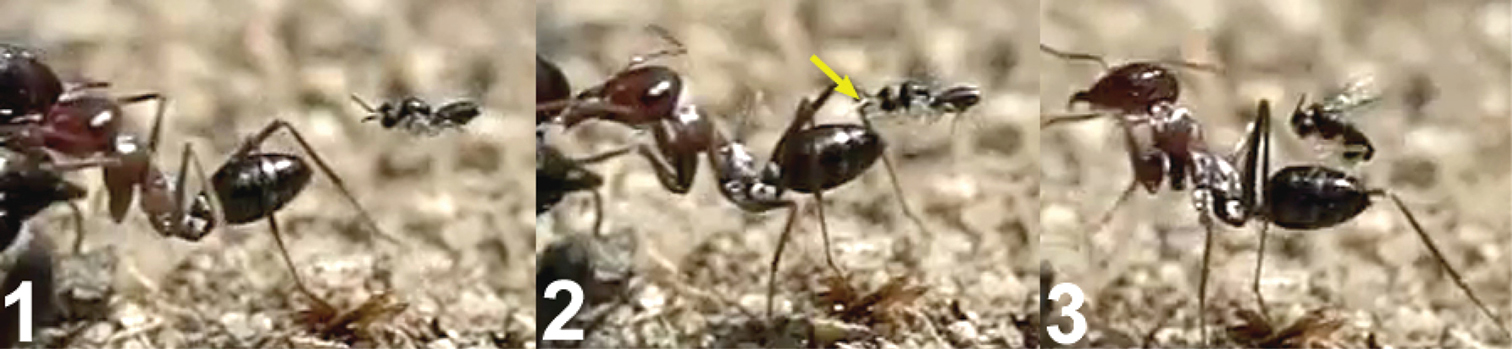
Loài ong này đang nhào xuống sinh trứng vào bụng của một con kiến thợ